# Bombardeio de trem em Grdelica em 1999
O bombardeio de trem em Grdelica refere-se ao ataque aéreo realizado pela OTAN em 12 de abril de 1999, durante a Operação Força Aliada. Na ocasião, um caça operado pela Força Aérea dos Estados Unidos disparou contra um trem civil de passageiros que transitava sobre uma ponte ferroviária em Grdelica, na então República Federal da Iugoslávia (RFI), atual Sérvia. O ataque resultou na morte de pelo menos 20 civis, conforme relatado pela Human Rights Watch, enquanto o governo sérvio alegou que o número de vítimas era superior ao dobro do divulgado.
A missão que foi parte dos esforços para forçar o regime de Slobodan Milošević a cessar as hostilidades na Província Autônoma de Kosovo e Metohija gerou controvérsias acerca das operações aéreas conduzidas pela OTAN durante a Guerra do Kosovo.

## O ataque
Às 11h39 locais do dia 12 de abril de 1999, um caça F-15E Strike Eagle da Força Aérea dos Estados Unidos realizou um ataque aéreo com bombas guiadas a laser, contra uma ponte sobre o rio Južna Morava, nas proximidades de Grdelica. O ataque ocorreu exatamente quando um trem de passageiros, que fazia a rota entre Belgrado para Ristovac, cruzava a ponte. Após o primeiro bombardeio, e acreditando não ter destruído completamente o alvo, o piloto efetuou um segundo disparo para atingir a outra extremidade da ponte, e atingindo o trem mais uma vez. Um correspondente da CNN, presente no local pouco depois do ataque, relatou à imprensa que a ponte ficou severamente danificada e que dois carros do comboio foram atingidos por um segundo míssil, e caíram da ponte. A OTAN afirmou que a ponte era um alvo visado e que estava ciente da presença de um trem nas imediações no momento do ataque. No ataque, pelo menos 20 civis foram mortos ou dados como desaparecidos, entre eles uma criança. Estimativas sérvias informaram que o número total de vítimas ultrapassava 50, tornando o incidente o desastre ferroviário mais mortal da história da Sérvia.

## Controvérsias e Reações internacionais
Para apoiar sua versão dos eventos, a OTAN divulgou um vídeo acelerado do ataque, que sugeria que o trem estava se movendo mais rápido do que realmente estava, o que levantou dúvidas durante a conferência de imprensa subsequente. De acordo com uma publicação do jornal alemão Frankfurter Rundschau em janeiro de 2000, o registro do ataque divulgado pela OTAN havia sido manipulado a uma velocidade pelo menos 4 vezes maior do que a real, o que distorceu a percepção da velocidade real do trem. Posteriormente, o Pentágono e a OTAN explicaram que a aceleração foi usada apenas para a avaliação dos danos. Wesley Clark, Comandante Supremo da OTAN na época, afirmou que o piloto não havia identificado o trem e, ao realizar o segundo disparo, acabou atingindo o trem por engano ao mirar o final da ponte.
Organizações de direitos humanos também expressaram descontentamento com a forma como a operação foi conduzida. A Anistia Internacional afirmou que o segundo disparo violou o princípio da proporcionalidade, conforme o Artigo 57 do Protocolo I, adotado na emenda de 1977 das Convenções de Genebra, que determina a suspensão de um ataque se o risco excessivo para civis superar a vantagem militar prevista.
Em maio de 1999, o Tribunal Penal Internacional para a ex-Iugoslávia (TPII) estabeleceu um comitê para apurar possíveis violações do direito internacional durante a campanha da OTAN, e concluiu que o ataque foi proporcional ao considerar a ponte um alvo militar legítimo, desde que o trem não estivesse envolvido. Posteriormente, o comitê determinou que o ataque em Grdelica foi justificado como uma ação militar legítima e que as vítimas civis foram resultado de um erro não intencional, causado por um julgamento equivocado da tripulação. Por fim, o comitê recomendou que o ataque não fosse investigado como uma violação do direito internacional, reconhecendo o erro da tripulação durante a operação.